# 九龍巴士48X線
九龍巴士48X線是香港一條往返沙田禾輋邨及荃灣灣景花園的巴士路線，途經瀝源邨、沙田市中心、城門隧道、梨木樹邨、大窩口、荃灣市中心和麗城花園。
九龍巴士48P線為48X輔助特別路線，只於星期一至五繁忙時間往返火炭駿洋邨及青龍頭，途經火炭、禾輋邨、瀝源邨、沙田市中心、城門隧道、荃灣市中心、荃灣西約、汀九和深井。

## 歷史
- 1990年4月20日：本線為配合城門隧道通車而開辦，來往禾輋邨及荃灣碼頭，以取代途經九龍龍翔道、呈祥道及獅隧的48線。當時本線收費$3.1，途經荃灣、梨木樹、城門隧道及沙田大圍美田路，路線在沙田區和前身48線相若。
- 1990年6月1日：路線因被乘客投訴迂迴，所以即日起不途經大圍。
- 1991年5月26日：配合城門隧道轉車站啟用，本線改為由禾輋直接往返沙田市中心，不再途經沙角邨和乙明邨；乘客於轉車站需轉乘47X取代，而同日起荃灣區總站與43X對掉遷往荃灣西約。
- 1992年10月5日：配合灣景花園巴士總站啟用，本線荃灣區總站改以灣景花園作總站。
- 2000年10月29日：本線由全非空調巴士改為全空調服務，收費$6.6。
- 2007年6月30日：增設逢星期六、日及公眾假期由灣景花園開出之07:30及08:30班次繞經象山邨秀山樓。
- 2015年12月31日：增設到站時間預報。
- 2017年4月24日：48P線開辦[2][3]。
- 2018年7月16日：48X線延長灣景花園開出尾班車時間至00:40。[4]
- 2020年9月7日：48P線的沙田區(禾輋邨)總站延長至駿洋邨。[5]
  - 往青龍頭方向由駿洋邨開出後，經桂地街、火炭路返回源禾路及原有路線；取消禾輋巴士總站及「豐順街」站，改停火炭路「火炭村」及源禾路「禾輋邨」站，開車時間提早至07:35及18:05。
  - 往駿洋邨方向依原有路線駛至源禾路後，改經火炭路及桂地街前往新總站；取消禾輋街「瀝源邨壽全樓」、豐順街「豐和邨」站及禾輋巴士總站，改停源禾路「瀝源邨」、「禾輋邨」、火炭路「火炭村」及「松頭下路」站。
- 2021年11月13日：48X線取消星期六、星期日及公眾假期往禾輋方向繞經象山邨西路「象山邨秀山樓」。[6]
- 2021年12月6日：48P線往駿洋邨方向依原有路線駛至青山公路—荃灣段後，改經大涌道前往沙咀道，不經海興路；取消大涌道「祈德尊新邨」站，改停青山公路 – 荃灣段「荃景圍天橋」及大涌道「大涌道福來邨」站，來回班次增至四班車。[7]
- 2024年1月2日：48P線新增07:30往駿洋邨班次。[8]

## 服務時間及班次
48X
| 禾輋開           | 禾輋開       | 禾輋開       | 灣景花園開       | 灣景花園開  | 灣景花園開   |
| 日期             | 服務時間     | 班次（分鐘） | 日期             | 服務時間    | 班次（分鐘） |
| ---------------- | ------------ | ------------ | ---------------- | ----------- | ------------ |
| 星期一至五       | 05:30、05:45 | 05:30、05:45 | 星期一至五       | 05:40       | 05:40        |
| 星期一至五       | 05:57-21:00  | 5-10         | 星期一至五       | 06:00-07:00 | 12           |
| 星期一至五       | 21:00-21:48  | 12           | 星期一至五       | 07:00-22:05 | 6-10         |
| 星期一至五       | 21:48-22:48  | 15           | 星期一至五       | 22:05-23:20 | 15           |
| 星期一至五       | 22:48-00:08  | 20           | 星期一至五       | 23:20-00:40 | 20           |
| 星期六           | 05:30-06:42  | 12           | 星期六           | 05:40-07:00 | 20           |
| 星期六           | 06:42-22:32  | 6-10         | 星期六           | 07:00-09:00 | 12           |
| 星期六           | 22:32-23:08  | 12           | 星期六           | 09:00-21:20 | 6-10         |
| 星期六           | 23:08-00:08  | 15           | 星期六           | 21:20-22:40 | 11/12        |
|                  |              |              | 星期六           | 22:40-23:40 | 15           |
| 23:40-00:40      | 20           |              | 星期六           |             |              |
| 星期日及公眾假期 | 05:30-06:50  | 20           | 星期日及公眾假期 | 05:40-07:20 | 20           |
| 星期日及公眾假期 | 06:50-08:50  | 12           | 星期日及公眾假期 | 07:20-09:20 | 12           |
| 星期日及公眾假期 | 08:50-11:40  | 10           | 星期日及公眾假期 | 09:20-15:00 | 10           |
| 星期日及公眾假期 | 11:40-21:40  | 6-8          | 星期日及公眾假期 | 15:00-18:30 | 7-8          |
| 星期日及公眾假期 | 21:40-22:20  | 10           | 星期日及公眾假期 | 18:30-21:00 | 10           |
| 星期日及公眾假期 | 22:20-23:08  | 12           | 星期日及公眾假期 | 21:00-21:40 | 8            |
| 星期日及公眾假期 | 23:08-00:08  | 15           | 星期日及公眾假期 | 21:40-22:40 | 12           |
|                  |              |              | 星期日及公眾假期 | 22:40-23:40 | 15           |
| 23:40-00:40      | 20           |              | 星期日及公眾假期 |             |              |

48P
- 星期一至五：
  - 火炭駿洋邨開︰07:35、08:05、18:05、18:35
  - 青龍頭開︰07:15、07:30、07:45、17:45、18:15

星期六、日及公眾假期不設服務

## 收費
| 路線 | 全程收費 | 分段收費                                                                                   |
| ---- | -------- | ------------------------------------------------------------------------------------------ |
| 48X  | $8.9     | - 可風中學往灣景花園：$6.4 - 建明街往灣景花園：$4.3 - 沙田市中心往禾輋：$5.0               |
| 48P  | $14.4    | - 荃灣站往青龍頭：$6.4 - 麗城花園第3期往往火炭駿洋邨：$10.0 - 沙田市中心往火炭駿洋邨：$5.0 |

| - 本線設有12歲以下小童及65歲或以上長者半價優惠。 - 65歲或以上香港居民使用「樂悠咭」，以及12歲以下合資格殘疾兒童使用「殘疾人士身份」個人八達通繳付車資，均可享有每程$2.0或半價（以較低者為準）的票價優惠；12至64歲合資格殘疾人士使用「殘疾人士身份」個人八達通（包括「樂悠咭」），以及60至64歲香港居民使用「樂悠咭」繳付車資，均可享有每程$2.0或全費（以較低者為準）的票價優惠。 - 65歲或以上長者如使用長者或一般個人八達通繳付車資，則只可享有半價優惠；12至64歲合資格殘疾人士如不使用「殘疾人士身份」個人八達通，以及60至64歲人士如不使用「樂悠咭」繳付車資，必須繳付全費。 - 乘客可以現金或八達通於上車時付款，不設找續。 - 每位成人乘客可免費攜帶最多兩名4歲以下而不佔座位的兒童乘客乘車，超額之4歲以下小童必須繳付小童車費乘車。 - 持有「九巴月票」之乘客在車票有效期內，每日可享最多10程任何九龍巴士及龍運巴士路線（包括本路線，以及聯營路線的九龍巴士／龍運巴士提供的班次；惟乘搭機場「A」及「NA」線則可享原價二七折優惠（不會計算每天10次合資格車程））；而B1線則每日可享最多各2程（不會計算每天10次合資格車程）。 - 九龍巴士、城巴、龍運巴士及陽光巴士全職員工及家屬（不包括外判職員）可免費乘搭本路線，惟必須拍職員或職員家屬八達通。 - 乘客亦可透過多元化電子支付系統（e度嘟）繳付車資，包括使用非接觸式VISA卡、JCB卡、萬事達卡、銀聯卡、美國運通、大來國際、Discover Card、Apple Pay、Google Pay、Samsung Pay、AlipayHK「易乘碼」、支付寶、WeChatHK／微信支付「搭車碼」、銀聯雲閃付「乘車碼」及BOC Pay「乘車碼」。乘客使用此付款方式，使用此支付方式的乘客可享有中途下車之分段收費，以及與其他九巴／龍運獨營路線或聯營線九巴／龍運班次之轉乘優惠，惟不適用於與非九巴／龍運路線之轉乘優惠，亦不能享有「公共交通費用補貼計劃」及「長者及合資格殘疾人士公共交通票價優惠計劃」。 |

### 八達通轉乘優惠
乘客於城門隧道轉車站轉乘48X往任何方向，均為免費；轉乘48P線往青龍頭補付車資$5.1，往沙田方向則免費。
乘客登上本線後150分鐘內以同一張八達通卡轉乘以下路線，或從以下路線登車後150分鐘內以同一張八達通卡轉乘本線，次程可獲車資折扣優惠：
48X←→荃灣／葵青路線，次程可獲$4.2折扣優惠。
- 48X往灣景花園 → 31M往石籬、39M往荃威花園、42M往長宏、234A/234B往浪翠園、235M往安蔭、238M往海濱花園或243M往美景花園
- 31M往葵芳站、39M往荃灣站、42M往愉景新城、234A/234B往荃灣西站、235M往葵芳站、238M往荃灣站或243M/243P往愉景新城 → 48X往禾輋

48X←→屯門／元朗路線
- 48X往灣景花園 → 57M、58M/58P、59M、60M、61M、66M、67M、68A、69M、265M、269M或260C往屯門／元朗，次程可獲$4.2折扣優惠。
- 57M、58M、59M、60M、61M、66M、67M、68A、69M、265M、269M或260C往荃灣／葵青 → 48X往禾輋，次程可獲$8折扣優惠。

本線↔68A/屯門M線可同時享用屯門公路轉車站轉乘優惠
本線↔天水圍M線可同時享用大欖隧道轉乘優惠
48X←→沙田區路線，次程可獲$4.2折扣優惠。
- 48X往禾輋 → 81K任何方向、88K任何方向、282任何方向、285往駿洋邨或288/288A往水泉澳
- 81K任何方向、88K任何方向、282任何方向或285/288/288A往沙田市中心  → 48X往灣景花園

## 使用車輛
轉為「城隧」X 線後最初行走仍有八十年代採用的利蘭勝利二型及裝上「都普」車身的「黑金剛」丹尼士喝采型作支援。後期以丹尼士巨龍12米（3N）及利蘭奧林比安12米（3BL）非空調雙層巴士為主力。這些巴士能承受近160名乘客的負荷。而巴士的三門設計亦令巴士停站時能迅速疏導乘客。曾成為首批以12米巴士行走的荃葵區巴士線，全空調後初期卻改用11米巴士。
本線全空調後一直以丹尼士巨龍11米（AD）和利蘭奧林比安（AL）作主力，後來因利蘭奧林比安（AL）車齡漸高，所有利蘭奧林比安 (AL) 字軌被換為富豪奧林比安11米（AV），並於2005年加入4輛配都普車身的丹尼士三叉戟12米（ATR），為本線首次換入雙層低地台空調巴士。由於本線於非低地台用車車齡漸高，本線於2011進行「大洗牌」（即大規模換車），換車次序如下。
1. 屬沙田車廠的其中5輛富豪奧林比安 (AV) 和4輛配都普車身的丹尼士三叉戟12米（ATR）調走，調入9輛配Wright Explorer車身的富豪超級奧林比安 (AVW)
2. 屬青衣車廠的其中3輛丹尼士巨龍 (AD) 因已達16年高齡而調走，換入3輛配ALX500車身的丹尼士三叉戟12米（ATR）
3. 屬沙田車廠的富豪超級奧林比安 (AVW) 因爬坡能力欠佳（配備富豪D10A引擎，最大輸出是285匹），於2012年2月28日全部調走，並把餘下的兩輛富豪奧林比安 (AV) 再削減一輛，換入10輛配備康明斯ISMe-335歐盟三型環保引擎（335匹）的亞歷山大丹尼士Enviro 500 12米（ATE）
4. 由於屬青衣車廠的4輛丹尼士巨龍11米 (AD) 已屆16年高齡，因此先後被調走（先調走兩輛，餘下兩輛其後亦被調走），調入2輛配ALX500車身的丹尼士三叉戟12米（ATR），餘下的2輛空缺則由2輛富豪奧 (AV) 林比安11米取代，並調往沙田車廠以行走本線

現時本線使用22輛亞歷山大丹尼士Enviro 500 MMC 12米（ATENU）雙層低地台空調巴士。在星期六、日及公眾假期，會有小部分後備車補充部分班次。
| 車隊編號  | 車牌   |
| --------- | ------ |
| ATENU6    | SA3909 |
| ATENU38   | SC7904 |
| ATENU68   | SE3909 |
| ATENU75   | SE7378 |
| ATENU106  | SF5752 |
| ATENU148  | SH8133 |
| ATENU200  | SK4877 |
| ATENU306  | SU4438 |
| ATENU430  | TE7489 |
| ATENU452  | TF6239 |
| ATENU574  | TM 523 |
| ATENU587  | TM4407 |
| ATENU604  | TN 744 |
| ATENU752  | TS5860 |
| ATENU809  | TV2006 |
| ATENU819  | TV3069 |
| ATENU823  | TV4001 |
| ATENU864  | TW5158 |
| ATENU1107 | UG1956 |
| ATENU1476 | VM7318 |
| ATENU1481 | VM7413 |
| ATENU1683 | ST5213 |

## 行車路線
48X

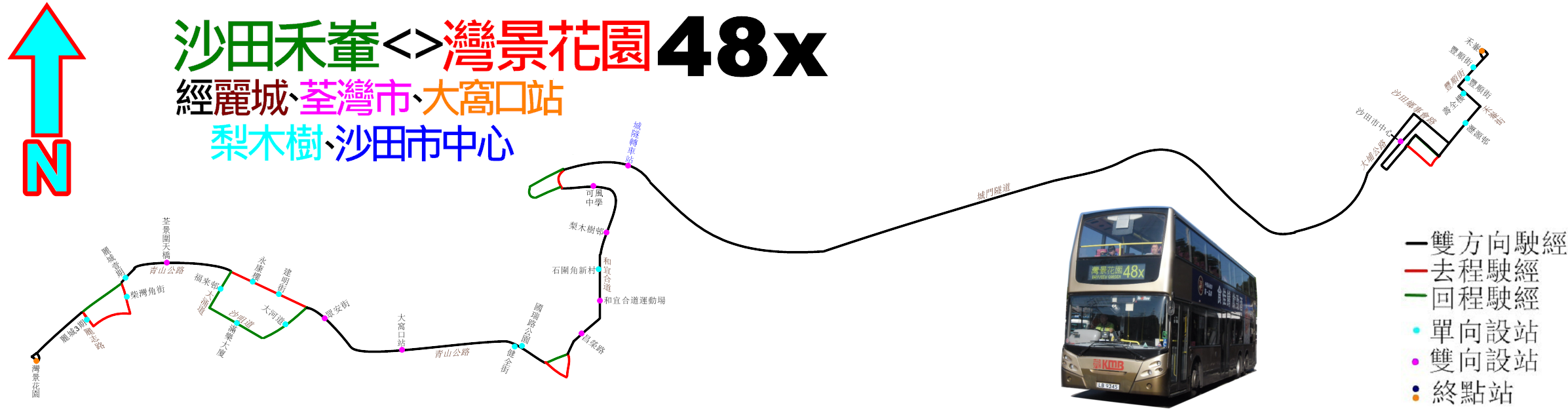
48X線的走線圖

禾輋開經：豐順街、禾輋街、源禾路、沙田鄉事會路、沙田市中心巴士總站、沙田正街、橫壆街、源禾路、沙田鄉事會路、大埔公路—沙田段、城門隧道公路、城門隧道、和宜合交匯處、和宜合道、昌榮路、昌榮路迴旋處、青山公路（葵涌段、荃灣段）、海興路、海安路、麗志路及青山公路—荃灣段。
灣景花園開經：青山公路—荃灣段、大涌道、沙咀道、大河道、青山公路（荃灣段、葵涌段）、昌榮路迴旋處、昌榮路、和宜合道、和宜合交匯處、城門隧道、城門隧道公路、大埔公路—沙田段、沙田鄉事會路、沙田市中心巴士總站、沙田正街、橫壆街、源禾路、禾輋街及豐順街。
有關本路線的具體停站請參閱資訊框
48P

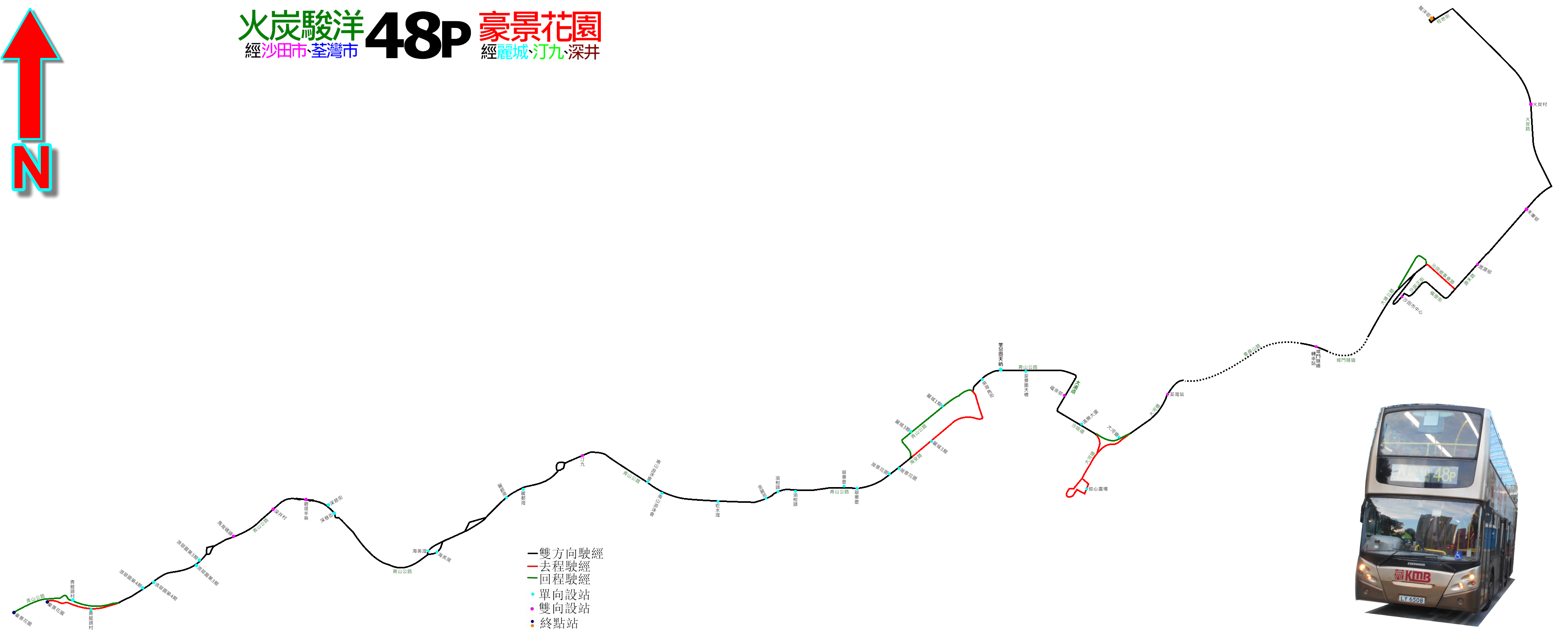
48P線的走線圖

火炭駿洋邨開經：桂地街、火炭路、源禾路、沙田鄉事會路、沙田市中心巴士總站、沙田正街、橫壆街、源禾路、沙田鄉事會路、大埔公路—沙田段、城門隧道公路、城門隧道、象鼻山路、荃錦交匯處、大河道北、大河道、如心廣場巴士總站、大河道、沙咀道、大涌道、青山公路—荃灣段、海興路、海安路、青山公路（荃灣段、汀九段、新汀九段、汀九段、深井段及青龍頭段）。
青龍頭開經：青山公路（青龍頭段、深井段、汀九段、新汀九段、汀九段、荃灣段）、海安路、麗順路、青山公路—荃灣段、大涌道、沙咀道、大河道、大河道北、荃錦交匯處、象鼻山路、城門隧道、城門隧道公路、大埔公路—沙田段、沙田鄉事會路、沙田市中心巴士總站、沙田正街、橫壆街、源禾路、火炭路及桂地街。
有關本路線的具體停站請參閱資訊框

## 客量
本線往返荃灣不及49X線直接，往荃灣的乘客比該線為低，除非必須前往福來邨、荃灣西約（麗城花園、灣景花園、荃景圍一帶），否則由荃灣市中心（大河道、眾安街一帶）來往沙田市中心的乘客多數會乘搭該線，但鑒於本線車資較便宜，以及49X尤其於下午繁忙時間駛離眾安街分站後便已告滿座甚至頂閘，本線能吸納希望有座位及「一定要搭平車」的乘客；此外本線須繞經沙田市中心總站，往瀝源邨、禾輋邨及和宜合道一帶亦不及40X線直接，加上兩邨設有有蓋行人天橋往返沙田市中心，即使在沙田市中心的居民也寧願利用行人天橋步行前往乘搭該線。縱使如此，由於本線於青山公路大窩口一帶和荃灣西約只有本線能直接往返沙田市中心，因此在這些地區的客量也不錯。
荃灣區內短途客亦是本線一大客源，因和宜合道一帶只有此線往返荃灣西約一帶，加上往返荃灣市中心比起36線更方便直接，因此和宜合道一帶居民喜愛乘搭本線往返荃灣。

## 外部連結
- 九巴官方路線資料－48X （页面存档备份，存于）
- 九巴48X線詳細時間表 （页面存档备份，存于）
- 681巴士總站－九巴48X （页面存档备份，存于）
- i-busnet.com－九巴48X號路線 （页面存档备份，存于）
- i-busnet.com：2000年10月份新訊